# Philip Pinkhof
Philip Pinkhof (Den Haag, 25 december 1882 - Amsterdam, 29 februari 1956), tevens bekend onder het pseudoniem Rido, was een Nederlands journalist en toneelschrijver.
Hij was vanaf 1905 tot zijn dood verbonden aan het dagblad De Telegraaf, waar hij het schopte tot bureau-chef in Rotterdam. In de eerste fase van de Eerste Wereldoorlog versloeg hij, net als collega Jean-Louis Pisuisse, de oorlogshandelingen in België. Regelmatig reisde hij, tegen de stroom van vluchtelingen in, naar Antwerpen, tot hem duidelijk werd dat hij door de Duitse autoriteiten gezocht werd. In november 1918 was Pinkhof de eerste verslaggever die de eisen van de SDAP, die een mislukte poging tot een socialistische revolutie in Nederland inleidden, publiceerde. Tot de vele prominenten die hij interviewde behoorden Charlie Chaplin, Henry Ford en Albert Einstein. Vanaf 1932 werkte hij ook als verslaggever voor het weekblad Het Leven.
Onder het pseudoniem "Rido" schreef Pinkhof vele revues. Deze werden jarenlang opgevoerd in het theater Flora. In 1914 trouwde hij met Hendrika David, beter bekend onder haar artiestennaam Heintje Davids. Samen met haar broer Louis speelde zij in door "Rido" geschreven revues. Pinkhof droeg onder andere bij aan de populaire film De Jantjes en schreef ook veel teksten voor de populaire zanger en conferencier Lou Bandy.
Er valt niet meer te achterhalen welke liedjes van de hand van Pinkhof (en van vele andere tekstschrijvers uit die tijd) waren, omdat artiesten zoals Davids en Bandy de tekst en de muziek op hun eigen naam zetten. Bekende liedjes waarvan wel vaststaat dat hij eraan heeft meegewerkt zijn onder andere "Draaien", het lijflied van zijn vrouw Heintje, "Omdat ik zoveel van je hou", dat zij zong samen met Sylvain Poons en "Weet je nog wel, oudje?" van zijn zwager Louis Davids.
Pinkhof werd, omdat hij joods was, door De Telegraaf ontslagen op 3 juli 1940. Met zijn vrouw Heintje wist hij de holocaust te overleven. Tot de vele plekken waar zij onderdoken behoorde het Pathologisch Instituut in Utrecht. In 1946 schreef Pinkhof het boekje "Wie het laatst lacht..." waarin hij de draak stak met Hitler, Mussert en andere Duitsers en NSB'ers. Toen het verschijningsverbod van De Telegraaf in 1949 werd opgeheven, keerde hij weer terug bij de krant. In 1955 schreef hij zijn memoires "De jacht op de primeur: een halve eeuw nieuwsgierigheid."
Eind 1955 werd het vijftigjarig journalistenjubileum van Philip Pinkhof nog groots gevierd. Hij overleed in februari 1956 op 73-jarige leeftijd. Zijn overlijden en dreigende vereenzaming brachten zijn weduwe Heintje Davids ertoe haar legendarische comeback te maken.
- Digitale Bibliotheek voor de Nederlandse Letteren: pink010
- International Standard Name Identifier: 0000 0003 9530 7197
- MusicBrainz: 4717b998-0113-4e9d-8d67-9a781aca9b95
- Nederlandse Thesaurus van Auteursnamen: 072836067
- Virtual International Authority File: 290014796